# Star Wars: Rogue Squadron II – Rogue Leader
Star Wars: Rogue Squadron II – Rogue Leader ist ein 2001 für den Nintendo GameCube erschienenes Action- und Shoot-’em-up-Computerspiel. Es ist der Nachfolger von Star Wars: Rogue Squadron und wurde wie der Vorgänger von Factor 5 entwickelt und von LucasArts veröffentlicht. Es spielt im Star-Wars-Universum zur Zeit des Galaktischen Bürgerkriegs und umspannt die Handlung der Star-Wars-Filme IV, V und VI.
Das Spiel folgt einem ähnlichen Konzept wie der Vorgänger. Der Spieler übernimmt die Kontrolle über zwei Piloten der Rebellen-Allianz und bekämpft in einer Kampagne zahlreiche Ziele des Galaktischen Imperiums.

## Spielprinzip

### Allgemein
Das Spiel ist wie der Vorgänger ein actionorientiertes Flugspiel. Der Spieler übernimmt wieder das Kommando über das Renegatengeschwader (engl.: Rogue Squadron), eine Elite-Sternjägerstaffel innerhalb der Rebellen-Allianz. In dieser Funktion führt er in zehn Missionen Angriffe auf imperiale Einrichtungen wie Kasernen, Fabriken oder Forschungszentren durch. Zur Verfügung stehen ihm dazu aus den Filmen bekannte Kampfschiffe wie der X-Wing, der Y-Wing oder der T47-Schneegleiter und erstmals auch der B-Wing. Die Sternjäger unterscheiden sich in Geschwindigkeit, Wendigkeit, Panzerung und Bewaffnung. Das Head-up-Display ist aufgebaut wie im Vorgänger. Es zeigt eine Radarkarte mit Höhenanzeige, eine Schadensanzeige für den eigenen Sternjäger und eine Anzeige mit dem Munitionsvorrat. Die Schauplätze sind einige ebenfalls aus den Filmen bekannte Planeten.
Auch in Rogue Squadron II wird die Leistung des Spielers bewertet. Das Prinzip wurde aus Rogue Squadron übernommen. Während der Missionen werden Werte über den Spieler wie Abschusszahl, Schussgenauigkeit oder Schnelligkeit gesammelt. Diese ermittelten Werte werden intern mit einer Datenbank abgeglichen, die vom Entwickler vorgegebene Grenzen beinhaltet. Diese sind unterteilt in vier Abstufungen, nach denen sich die Vergabe von Medaillen richtet. Nach diesen Abstufungen richten sich die drei im Spiel erreichbaren Medaillentypen Bronze, Silber und Gold. Übertreffen bzw. unterbieten die vom Spieler erreichten Werte in allen Kategorien die im Spiel hinterlegten Werte, so wird ihm eine Medaille verliehen. Welche dies ist, hängt davon ab, um wie viel die Werte des Spielers besser sind als die vorgegebenen. Das Sammeln von Medaillen schaltet Zusatzinhalte frei. Die Entwickler fügten einen neuen Medaillentyp ein, die Ass-Medaille. Diese kann in jedem Level erreicht werden, den der Spieler im Ass-Modus, d. h. unter erschwerten Bedingungen erfolgreich beendet.

### Bonusinhalt
Wie im Vorgänger gibt es in Rogue Squadron II einige freischaltbare Objekte. Dazu zählen vor allem Sternjäger und Level. Es gibt insgesamt sieben zusätzliche Fahrzeuge, die entweder durch eine bestimmte Medaillenzahl oder durch die Eingabe von Cheat-Codes zugänglich gemacht werden können. Der Millennium Falcon, der TIE-Advanced, ein Lambda-Shuttle und die Slave I werden durch eine bestimmte Medaillenzahl freigeschaltet. Ein Modell eines 1969 Buick Electra 225 kann ausschließlich durch Cheats freigeschaltet werden. Dieses Modell war bereits im Vorgänger enthalten und basiert auf dem Fahrzeug des Sounddesigners des Spiels, Rudolph Stember. Durch das Meistern von besonderen Aufgaben innerhalb einiger Missionen können außerdem ein Naboo-N1-Jäger sowie ein TIE-Jäger freigeschaltet werden.

## Handlung
Das Spiel startet mit einer Trainingsmission auf Luke Skywalkers Heimatwelt Tatooine. Der Spieler steuert einen T-16 Skyhopper und erlernt die Grundlagen der Steuerung.
Anschließend nimmt der Spieler an dem Angriff auf den Todesstern teil. Trotz der Zerstörung dieser Kampfstation sieht sich die Allianz gezwungen, ihre Basis zu räumen, da sie vom Imperium entdeckt worden war. Die Renegaten-Staffel fliegt einige Eskorten von Frachtern. Die Rebellen schlagen inzwischen ihre neue Basis auf Hoth auf. Doch diese wird ebenfalls vom Imperium entdeckt und bald darauf angegriffen. Die Piloten der Allianz versuchen, die Imperialen durch mehrere Angriffe so lange von der Basis abzulenken, bis die Transporter mit dem wichtigsten Material der Rebellion entkommen sind. Luke Skywalker widmet sich nach dieser Schlacht seinen Jedi-Studien, daher übernimmt Wedge Antilles das Kommando über die Renegaten-Staffel.
Die erste Mission unter seinem Kommando ist eine Befreiungsaktion. Der Staffel gelingt es, einige vom Imperium verhaftete Rebellen zu befreien. Dabei erleidet die Station schwere Schäden. Inzwischen wurden Informationen über den zweiten Todesstern von Spionen der Rebellen gestohlen und an ein Schiff der Allianz übermittelt. Dieses Schiff wurde wenig später von einem imperialen Kreuzer gefunden und festgesetzt. Die Staffel bricht auf, um die Korvette zu befreien, was ihr auch gelingt. Anschließend beginnen die Vorbereitungen für einen Angriff auf die neue Kampfstation. Ein Teil davon stellt ein Angriff der Renegaten-Staffel auf Bespin dar, bei dem die Staffel große Mengen an waffenfähigem Gas sichert, was ihr einen Vorteil im bevorstehenden Kampf verschaffen soll. Nach weiteren Vorbereitungen beginnt die Rebellion schließlich ihren Angriff auf den sich im Bau befindlichen Todesstern, den sie gewinnt. Bei dieser Schlacht fällt das Oberhaupt des Imperiums.

## Rezeption
Rogue Squadron II übertraf die Wertungen des Vorgängers. Metacritic berechnete eine Metawertung von 90 %, GameRankings berechnete einen ähnlichen Wert.